# کانتاکس ۱
کانتاکس ۱ (به انگلیسی: Contax I) یک دوربین عکاسی تک‌لنزی بازتابی ساخت شرکت کارل‌زایس است.